# Washington megye (Virginia)
Washington megye az Amerikai Egyesült Államokban, azon belül Virginia államban található. Megyeszékhelye és legnagyobb városa Abingdon. Lakosainak száma 53 935 fő (2020. április 1.). Washington megye Smyth, Grayson, Johnson, Sullivan, Bristol, Scott és Russell megyékkel határos.

## Népesség
A megye népességének változása:
| Lakosok száma | 54 867 | 54 740 | 54 785 | 54 907 | 54 591 | 53 935 |
|               | 2010   | 2011   | 2012   | 2013   | 2015   | 2020   |